# Myophonus caeruleus
Myophonus caeruleus е вид птица от семейство Muscicapidae.

## Разпространение
Видът е разпространен в Афганистан, Бангладеш, Бутан, Виетнам, Индия, Индонезия, Камбоджа, Китай, Казахстан, Киргизстан, Лаос, Малайзия, Мианмар, Непал, Пакистан, Таджикистан, Тайланд, Туркменистан и Узбекистан.